# 犬粮

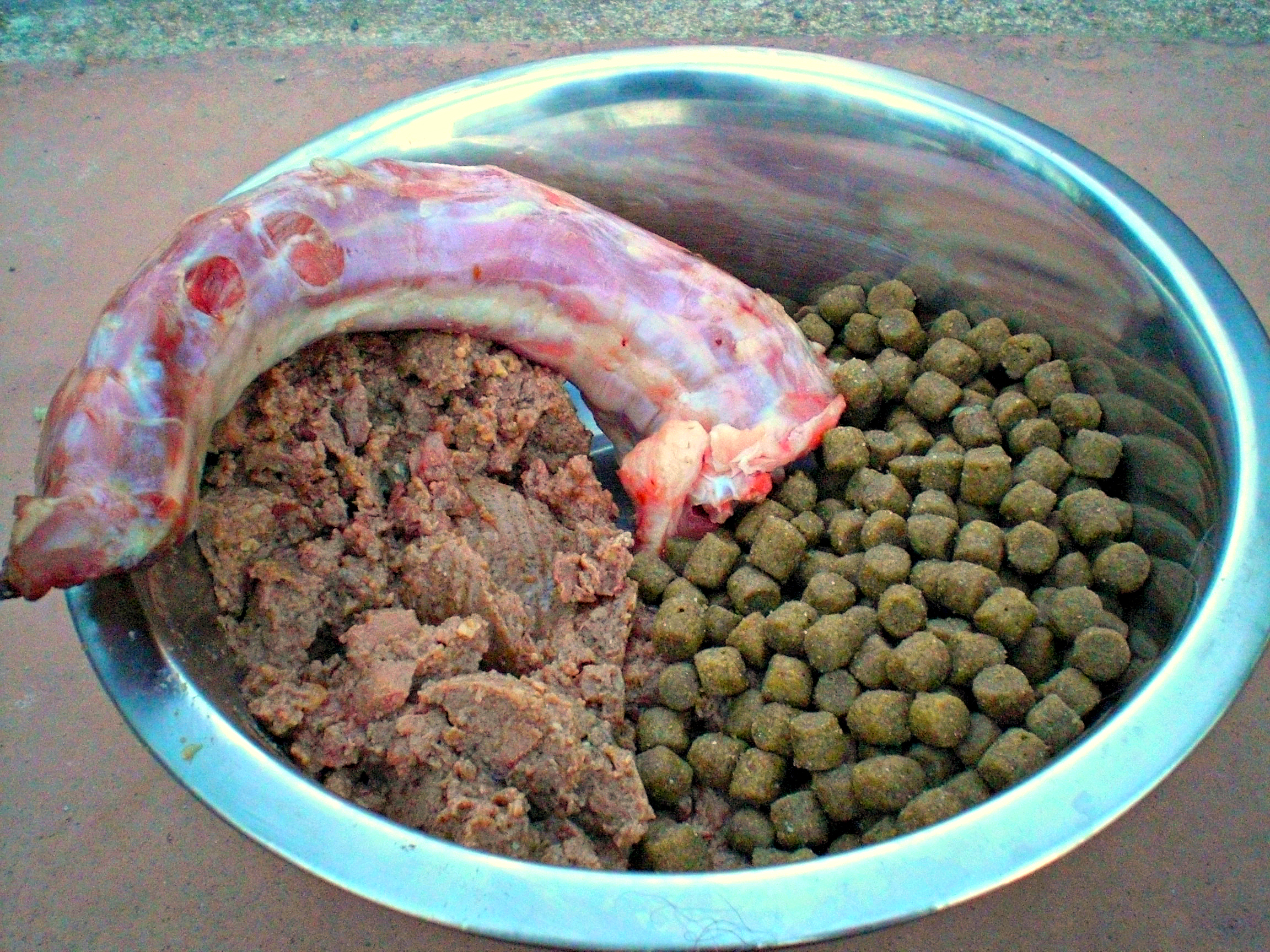
生狗粮、濕狗粮和乾狗糧

犬粮，或称狗粮，是人类用來喂养狗的食物。因人類生活型態改變，飼養狗轉趨為家中寵物，人類進而發明能長期保存、方便餵食飼料產品，發明至今已有約六十年歷史。仅在美國，2007年狗的饲养者就一年花費於購買商業化製造的狗糧總共達85億美元。 一些人自己制作狗粮，或从杂货店或健康食品商店购买狗粮。
尽管犬的祖先为狼、属食肉目，犬在各种文献中除了称肉食動物的之外，也有不少称其为雜食動物。与严格肉食動物不同，狗經過人類的馴化，可以适应各种饮食。狗不需动物蛋白，也不需大量蛋白质，即可满足基本饮食需求。狗可以健康地消化吸收各种人類食物，包括蔬菜和谷物，即使在饮食中有很大比重都可以。纯肉饮食缺乏钙质，反而不适合犬类食用。狼狗对比的基因分析指出，狗的基因中有一些突变增强了淀粉酶活性，令狗较为适应高淀粉饮食，可能为早期驯化的重要一步。一些狗甚至带有唾液淀粉酶。犬类仍然需要一些在自然界里主要由肉类提供的营养成分，例如其合成胆酸使用的牛磺酸，提升钙质吸收的维生素D，以及维持氮平衡的精氨酸。